# Борисова (Курганская область)

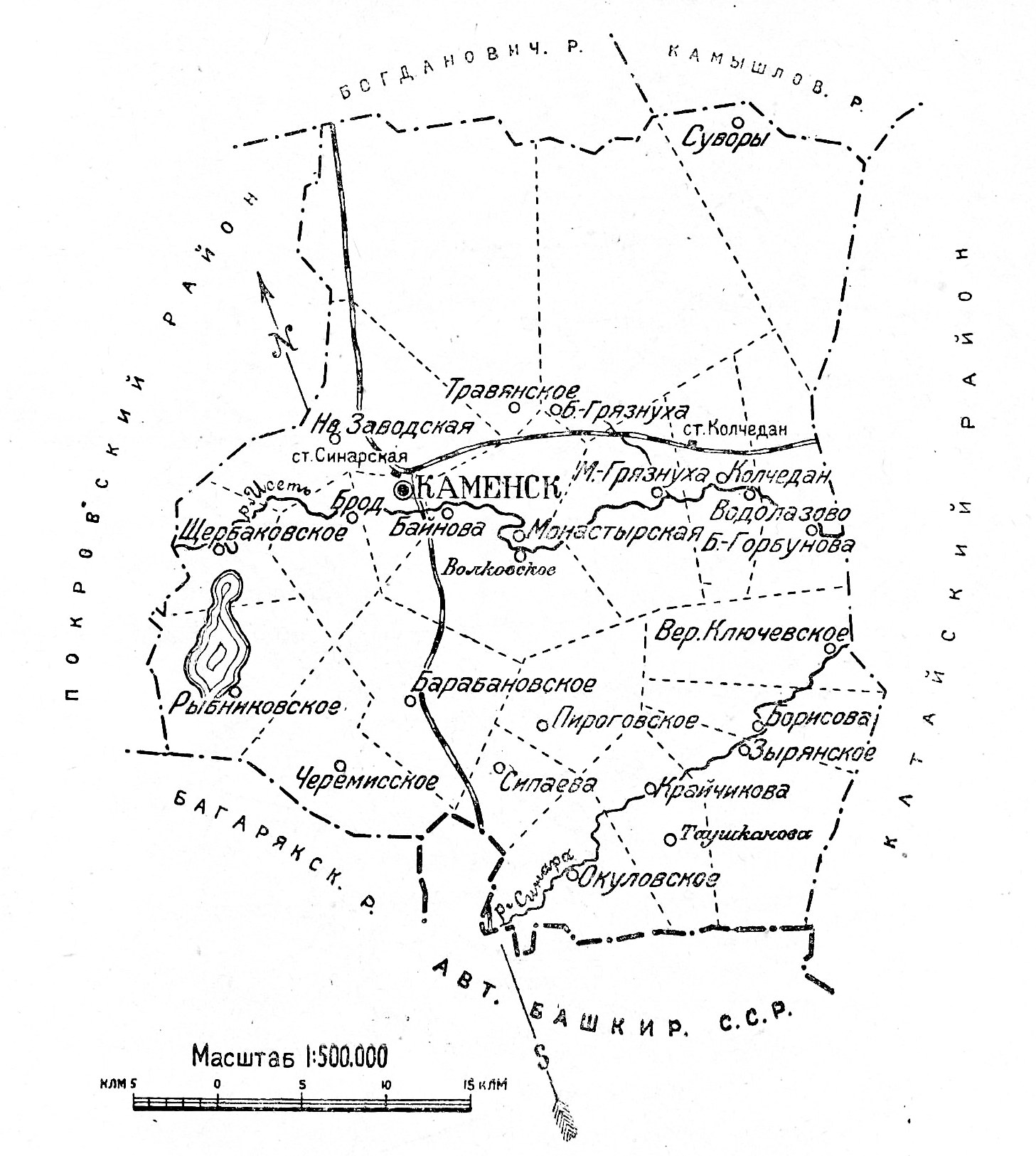
Борисова на схеме Каменского района; 1928 год

Бори́сова — деревня в Катайском районе Курганской области. Расположена на реке Синаре.

## География
Деревня Борисова расположена на левом берегу реки Синары (правом притоке Исети), в нижнем течении, в 27 километрах (в 35 километрах по автодороге) к юго-западу от районного центра — города Катайска, в 218 километрах (в 254 километрах по автодороге) к северо-западу от областного центра — города Кургана, в 25 километрах (в 41 километре по автодороге) к юго-востоку от города Каменска-Уральского.

## История
Деревня Борисова ранее также имела название Никитина.
Деревня Никитина основана в конце XVII — начале XVIII века, относилась к Колчеданскому острогу. Фамилии жителей по данным ревизии 1719 года: крестьяне: Шангин, Черной, Пиняжанин, Чюдинов, Черноскутов, Перемяков, Блинов; бобыли: Голиков, Кочков (Исочков?).
До революции входила в Зырянскую волость Камышловского уезда Пермской губернии. 
В религиозном отношении деревня входила в Зырянский приход. По состоянию на 1902 год, в деревне жили государственные крестьяне, все русские, православные, занимались хлебопашеством.
В июле 1918 года установлена белогвардейская власть. В июле 1919 года установлена советская власть.
В 1919 году образован Борисовский сельсовет. В 1923 году сельсовет вошёл в Каменский район Шадринского округа Уральской области. С 18 января 1935 года сельсовет входил в Катайский район. 14 июня 1954 года сельсовет упразднён. Деревня вошла в состав Верхнеключевского сельсовета.
В советское время жители работали в колхозе «Путь к коммунизму». В 1961 году колхоз вошёл в состав молочного совхоза «Красные орлы».
Между 1974 и 1982 годом деревня перечислена из Верхнеключевского сельсовета в состав Зырянский сельсовет.
Законом Курганской области от 31 октября 2018 года N 124, Зырянский сельсовет был упразднён, а его территория с 17 ноября 2018 года включена в состав Верхнеключевского сельсовета. Законом Курганской области от 29 сентября 2022 года Зырянский сельсовет был упразднён, а деревня вошла в состав новообразованного Катайского муниципального округа.

## Общественно-деловая зона
В 1984 году установлены четырёхгранный обелиск, увенчанный красной пятиконечной звездой, и стела, на которой прикреплены плиты с фамилиями погибших в Великой Отечественной войне. Имеет металлическое ограждение.

## Население
| 1869 | 1904  | 1920  | 1926  | 1989 | 2002 | 2010 |
| ---- | ----- | ----- | ----- | ---- | ---- | ---- |
| 570  | ↗1115 | ↗1250 | ↗1414 | ↘345 | ↗375 | ↘269 |

Национальный состав
- По данным переписи населения 2002 года, в деревне Борисовой проживало 375 человек, из них русские составляли 95 %.
- По данным переписи 1926 года, в деревне Борисовой было 288 дворов с населением 1414 человека (704 мужчины и 710 женщин), все русские.[2]

## Инфраструктура
| Список улиц | Список улиц | Список улиц |
| #           | Тип         | Название    |
| ----------- | ----------- | ----------- |
| 1           | улица       | Калинина    |
| 2           | улица       | Кирова      |
| 3           | улица       | Ленина      |
| 4           | улица       | Набережная  |
| 5           | улица       | Синарская   |
| 6           | улица       | Суворова    |
| 7           | улица       | Лесная      |

## Известные жители
- Филипп Иванович Голиков (1900—1980) — Маршал Советского Союза.